# Beblenheim
Beblenheim es una comuna francesa, situada en el departamento de Alto Rin, en la región  de Alsacia.

## Demografía
| 737 | 801 | 805 | 883 | 918 | 943 |
| Para los censos de 1962 a 1999 la población legal corresponde a la población sin duplicidades (Fuente: INSEE [Consultar]) |     |     |     |     |     |

## Personajes célebres
- Christian Pfister, (1857 – 1933), historiador.
- Chrétien Oberlin, fundador del Instituto de viticultura de Colmar.
- Jean Macé, fundador de la Ligue de l'Enseignement.